# Rägavere
Rägavere war eine Landgemeinde im estnischen Kreis Lääne-Viru mit einer Fläche von 173,74 km². Sie hatte 993 Einwohner (1. Januar 2006).
Neben dem Hauptort Ulvi umfasste die Gemeinde die Dörfer Aasuvälja, Kantküla, Kõrma, Lavi, Miila, Mõedaka, Männikvälja, Nurkse, Nõmmise, Põlula, Rägavere, Uljaste und Viru-Kabala.
Die Gemeinde wurde erstmals um 1540 und anschließend im Livländischen Krieg erwähnt. Sehenswert sind heute das Gutshaus von Rägevere (errichtet um 1780) sowie eine 1864 errichtete wassergetriebene Mühle.